# Ashikaga Yoshiakira
Ashikaga Yoshiakira (em japonês:  足利 義詮, 4 de julho de 1330 – 28 de dezembro de 1367) foi o segundo xogum do Xogunato Ashikaga. Começou a governar em 1358 até sua morte em 1367. Foi filho do primeiro xogum Ashikaga Takauji.